# Корпус принца Конде
Корпус принца Конде, или Армия Конде (фр. Armée de Condé) — военное формирование французских эмигрантов эпохи французских революционных войн.
Единственная эмигрантская армия, уцелевшая после войны первой коалиции. Другие соединения сформировали граф д’Артуа (младший брат короля Людовика XVI) и виконт де Мирабо.
Корпус сформировал в 1791—1792 годах Луи Жозеф де Бурбон, принц Конде (кузен Людовика XVI) из французских аристократов, бежавших от насилия после августовских декретов, и иностранных наёмников для участия в войне против революционной Франции. Среди них были герцог Энгиенский (внук принца Конде) и два сына графа д’Артуа, поэтому армию иногда также называли армией принцев.
Финансовые затруднения вынудили Конде обратиться за поддержкой к иностранным дворам. Хотя корпус сражался вместе с австрийской армией, многие генералы на службе Габсбургов не доверяли принцу Конде, венские политики считали армию и её офицеров ненадёжными. Кроме того, несовпадение целей французских роялистов и Габсбургов часто приводило к конфликтам принца Конде с австрийским военным руководством.
Кроме принцев в корпусе служили многие молодые аристократы: герцог де Ришельё, герцог де Блака, виконт де Шатобриан, герцог де Шуазель, граф де Ланжерон, граф де Дамас, граф де Монлозье и виконт де Бональд и другие. Поскольку офицеры требовали такого же жалования, как в королевской Франции, возникали проблемы с финансирующими государствами, в число которые входили Испания, Португалия, Неаполь и Великобритания и, наконец, Россия. В 1794 году, после переговоров с Уильямом Уикхемом, британцы согласились финансировать расходы корпуса. Они финансировали корпус дольше всех, с 1795 по 1797 годы и с 1799 до его роспуска в 1801 году.
Корпус участвовал в войне первой коалиции с 1792 по 1797 годы вместе с Австрией, первоначально разделяя неудачи во вторжении во Францию в союзе с герцогом Брауншвейгским. В Меце 3—4 тысячи республиканских войск противостояли 20 тысячам осаждавших австрийцев и эмигрантов. В ожидании, что крепость сдастся без борьбы, осаждавшие не подвезли осадных орудий. Две недели спустя, после сражения при Вальми, армия эмигрантов не добралась до поля битвы, и союзники начали отход.
19 августа 1793 года армия Конде захватила Йокгрим, Вёрт и Пфоц на берегу Рейна. Ночная контратака республиканцев была отбита и позволила армии Конде захватить Хагенбах и Бюхельберг. Армия Конде затем была передана под командование австрийской армии. 2 декабря в бою при Берстгейме солдаты Конде успешно отбили атаку республиканцев. После боя австрийский фельдмаршал Вурмзер посетил принца, и тот спросил его: «Ну, господин маршал, как вам моя маленькая пехота?». «О! Милорд, — ответил Вурмзер, — она растет под огнем».
В 1795 году армия Конде сражалась вместе с австрийской армией под командованием эрцгерцога Карла. В июне 1796 году армия Конде и швабский контингент охраняли переправу через Рейн у Келя, но были побеждены французами, которые форсировали реку 26 июня. Позже корпус Конде воевал в Швабии под командованием князя Фюрстенберга. В октябре 1796 году при Шлингене корпус энергично атаковал деревню Штайнштадт, взяв её штыковой атакой и оставаясь там под сильным артиллерийским и ружейным огнём до конца дня. Фюрстенберг был так доволен действиями корпуса, что отправил поздравление принцу.
После Кампо-Формийского мира корпус перешёл на русскую службу. К тому времени в него входили три пехотных и два кавалерийских полка:
- французский дворянский принца Конде,
- французский гренадерский герцога Бурбона,
- немецкий герцога Гогенлоэ,
- дворянский драгунский герцога Беррийского,
- драгунский герцога Энгиенского.

Чины корпуса Конде получали довольствие от российского правительства и носили обмундирование, общее с российскими драгунскими и мушкетёрскими полками, и только на гренадерских шапках, офицерских знаках и знамёнах имели изображение бурбонских лилий. Корпус должен был соединиться с русской действующей армией во время Швейцарского похода Суворова. После выхода Павла I из коалиции против Франции Конде снова примкнул к австрийским войскам, пока Люневильский мир не принудил его распустить своё войско.